# 3 Tage in Quiberon
3 Tage in Quiberon is een Duits-Oostenrijks-Franse biografische zwart-witfilm uit 2018, geschreven en geregisseerd door Emily Atef.

## Verhaal
De film is gebaseerd op echte gebeurtenissen in het leven van de Duitse actrice Romy Schneider en laat een portret zien van de spanningen tussen haar privéleven en haar openbare leven. In 1981 brengt Romy Schneider drie dagen door in het kleine Franse kuuroord Quiberon in Bretagne, samen met haar beste vriendin Hilde, om zich daar voor haar volgende filmproject voor te bereiden. Ondanks haar negatieve ervaringen met de Duitse pers, stemt Romy Schneider in met een interview met Michael Jürgs, verslaggever voor het tijdschrift Stern en fotograaf Robert Lebeck. Tijdens deze drie dagen ontstaat een kat- en muisspel tussen de journalist en de actrice.

## Rolverdeling
| Acteur            | Personage      |
| ----------------- | -------------- |
| Marie Bäumer      | Romy Schneider |
| Birgit Minichmayr | Hilde Fritsch  |
| Charly Hübner     | Robert Lebeck  |
| Robert Gwisdek    | Michael Jürgs  |

## Productie
De filmopnames gingen van start in november 2016 en duurden tot januari 2017. Er werd in Frankrijk en Duitsland gefilmd, in Bretagne, Hamburg en op het eiland Fehmam.

### Release
3 Tage in Quiberon ging op 19 februari 2018 in première op het internationaal filmfestival van Berlijn in de competitie voor de Gouden Beer.